# Hair (musical)
Hair, subtitulada The American Tribal Love/Rock Musical, és una òpera beat sobre la cultura hippie dels anys 1960 en els Estats Units, incloent-hi l'amor, la pau, la llibertat sexual o l'ús de drogues, que va produir cert impacte en l'època, incloent-hi els nus integrals de tots els actors en algunes escenes. Més enllà de tot això, el musical Hair ha convertit en clàssics algunes de les cançons més conegudes, com Aquarius  o  Let the Sunshine in .
L'obra va ser originalment escrita per James Rado i Gerome Ragni (lletres), i Galt MacDermot (música).
Les primeres representacions, a tall de prova, es van realitzar el 1967 en un club anomenat The Cheetah, per passar a estrenar-se en el Public Theater de l'off-Broadway el 17 d'octubre de 1967 amb bastant èxit i traslladar-se finalment al Biltmore Theater de Broadway el 29 d'abril de 1968 on es va mantenir durant 1472 representacions. L'estrena a Londres va tenir lloc el 27 de setembre de 1968 en el Shaftesbury Theatre, amb 1998 representacions fins al tancament forçat per l'enfonsament del sostre del teatre el juliol de 1973. L'obra ha estat representada múltiples vegades a tot el món i fins als nostres dies.
El 1979 es va produir una pel·lícula basada en el musical i amb el mateix nom (Hair), dirigida per Milos Forman i protagonitzada per Treat Williams, Beverly D'Angelo i John Savage.
La banda sonora, tant de l'obra teatral com de la pel·lícula, ha estat editada en diferents formats des de la seva estrena.

## Significació política i cultural
L'obra va desafiar moltes de les "normes" establertes llavors per la societat occidental i va causar controvèrsia des de la seva estrena, generant molta publicitat el final de l'Acte I, en el qual actors i actrius apareixien nus a l'escenari. Això es va convertir en una qüestió legal quan la representació va sortir de gira pels Estats Units, perquè el nu teatral era acceptable a Nova York en aquella època, però era desconegut en altres llocs. L'obra també va ser acusada judicialment per menyspreu a la bandera americana i per l'ús de llenguatge obscè, arribant el cas fins al Tribunal Suprem. En el Regne Unit la controvèrsia generada entorn del musical Hair va significar el final de la censura als escenaris teatrals del país.

## Repartiment
- La "tribu" hippy original a Nova York va incloure a James Rado, Gerome Ragni, Shelley Plimpton, Kim Milford, Melba Moore, Paul Jabara, Ben Vereen, Meat Loaf, Jobriath i Diane Keaton (en un petit paper).
- La "tribu" original a Buenos Aires (L'Argentina) va incloure a Valeria Lynch, Horacio Fontova, Rubén Rada, Mirta Busnelli, Carola Cutaia i Cristina Bustamante (la noia de la cançó " Noia (Ulls de paper)"). Representada entre 1971-1974.
- La "tribu" original a Londres va incloure a Paul Nicholas, Richard O'Brien, Melba Moore, Elaine Paige, Tim Curry, Marsha Hunt i Alex Harvey.
- La "tribu" original a Berlín va incloure a Donna Summer.

## Últimes produccions
- James Rado ha aprovat una posada al dia de les lletres per situar-la en el context de la guerra del Golf de 2003 en comptes de la guerra del Vietnam, i l'estrena va tenir lloc el 12 de setembre de 2005 en el Gate Theatre de Londres.[2]
- Es va estrenar novament el març de 2009 a Broadway, amb Gavin Creel en el paper de Claude.

## Llista de temes
- Aquarius
- Sodomy
- Donna/Hashish
- Colored Spade
- Manchester
- Abie Baby/Fourscore
- I'm Black/Ain't Got No
- Air
- Party Music
- My Conviction
- I Got Life
- Frank Mills
- Hair
- L. B. J.
- Electric Blues/Old Fashioned Melody
- Hare Krishna
- Where Do I Go?
- Black Boys
- White Boys
- Walking in Space
- Easy to be Hard
- 3-5-0-0
- Good Morning Starshine
- What a Piece of Work is Man
- Somebody to Love
- Don't Put it Down
- The Flesh Failures/Let the Sunshine in